# Ciocan de reflexe
Ciocanul de reflexe este un instrument folosit de medici, în special în cadrul examenului neurologic, pentru a testa reflexele tendinoase (de întindere, miotatice). Cercetarea reflexelor tendinoase, numite uneori incorect osteo-tendinoase, reprezintă o parte importantă a examenului neurologic pentru a depista modificări patologice apărute în sistemul nervos central sau în cel periferic.

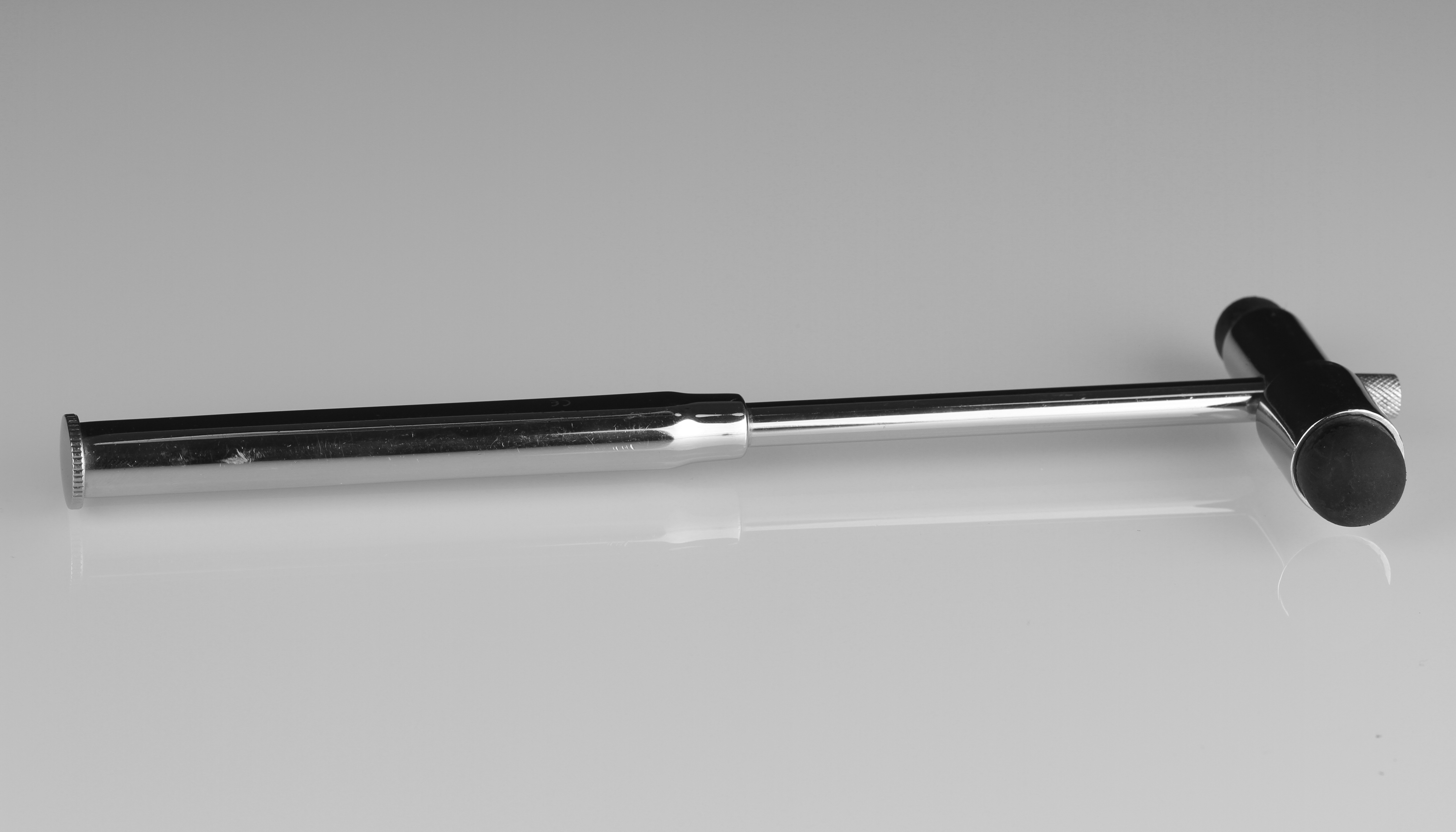
Ciocan de reflexe tip Buck

După descoperirea simultană în 1875 a reflexelor musculare de întindere de către Heinrich Erb[nefuncțională]
 și Carl Westphal, neurologii percutau tendoanele cu degetele pentru a declanșa acest fenomen. Ulterior au fost dezvoltate diverse instrumente, majoritatea având forma unui ciocan. În 1888, J. Madison Taylor, lucrând din însărcinarea neurologului S. Weir Mitchell, la spitalul ortopedic din Filadelfia, a proiectat pentru prima dată un asemenea "ciocan de reflexe", cu un cap triunghiular de cauciuc, având forma unui tomahawk indian.

## Diverse modele aflate în uz
În principiu, diversele instrumente folosite au, cu mici excepții (vezi modelul Babinski), forma unui ciocan, cu un mâner de metal și un cap de cauciuc, cu care se percută tendoanele. Unele au înglobate în mâner o mică pensulă și un ac, pentru examinarea diferitelor moduri de sensibilitate (modelul Buck).

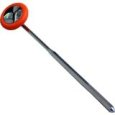
Tip Babinski
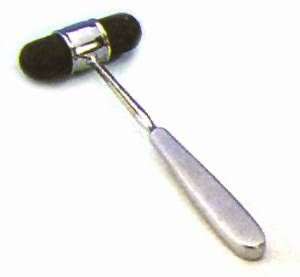
Tip Dejerine
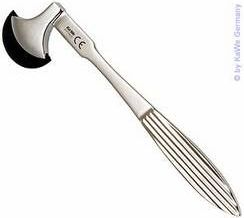
Tip Berliner
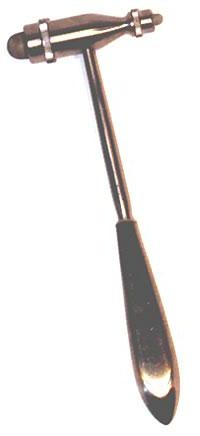
Tip Trömner
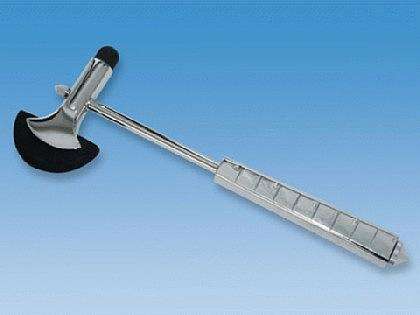
Tip Vario

Alte modele: Tip Queen Square, tip Witroe, tip Stookey, tip Kraus, tip Rossier etc.

## Mod de utilizare
Se percutează diversele tendoane ale mușchilor examinați (de ex:. tendonul rotulian, tendonul achilian), provocându-se astfel o scurtă întindere a mușchiului; răspunsul reflex este o scurtare (contracție) a mușchiului respectiv. În cazuri patologice răspunsul poate fi foarte viu, exagerat sau clonoid (hiperreflexie) sau, dimpotrivă, diminuat sau chiar abolit (hiporeflexie, areflexie). Răspunsul obținut dă indicații asupra localizării leziunii pe arcul reflex cercetat. În cazul unor răspunsuri reflexe foarte slabe la membrele inferioare, acestea pot fi facilitate prin "manevra Jendrassik": bolnavul este solicitat să se tragă de mâini în sens contrar, cu degetel acroșate.